# Ијекавски изговор
Ијекавски или јекавски изговор (такође ијекавица или јекавица, ијекавштина или јекавштина) је један од изговора српског,  односно језичких стандарда произашлих из некадашње српскохрватске језичке норме.
Ијекавски говор је први који је прихваћен у српском књижевном језику. Од преостала два, у књижевни језик је ушао још екавски, док то није случај са икавским изговором.
Народни говори који користе ијекавски изговор су говори Црне Горе, говори западне и југозападне Србије, као и већина говора у Босни и Херцеговини и Хрватској.
Ијекавски изговор има најдужу традицију у српском језику. Овим изговором је писан велики дио српске народне књижевности.
Ијекавским изговором старосрпски глас јат замјењује се на четири начина:
1. са ије на дугим слоговима и послијеакценатским дужинама (млијеко, вријеме, дијете) - изузеци: сјенка, мјеста (ген. множ. од мјесто), вјерник, итд.;
2. са је на кратким слоговима и на кратким слоговима којима претходи глас р ако је то р на почетку ријечи или се испред њега налази самогласник (сјећање, рјечни, мјесто, дјеца);
3. са е на кратким слоговима којима претходи глас р ако се испред р налази неки сугласник (брегови, срећа);
4. са и испред самогласника и гласова ј, љ, њ, ћ и ђ (дио, пријашњи, приђашњи) - изузетак: сјео, цијел (али може да се каже и цио).

У случајевима када се јат замјењује са је, ако се испред налазе л и н, они ће јотовањем прећи у љ и њ: хљеб, њега.
У многим ијекавским говорима присутно је јекавско јотовање, гласовна промјена која није ушла у књижевни језик, а по њој се д и т испред је јотују у ђ и ћ (ђевојка, ћерати). Потпуно јекавско јотовање је кад се и с испред је јотује и пређе у меко ш (шјекира, гдје се шј изговара као један глас, умекшано ш, слично пољском слову ś и руском слову щ).
Хрватски, бошњачки и црногорски, као три преостала стандарда српскохрватског поред српског, такође користе ијекавски изговор.